# Albert Capellani
Albert Capellani (Parigi, 23 novembre 1874 – Parigi, 1931) è stato un regista francese del cinema muto.

## Biografia
La sua carriera al cinema cominciò come attore. Nel 1905 diventò regista presso la Pathé e lavorò con Ferdinand Zecca. Dal 1907 al 1921 scrisse anche circa una ventina di sceneggiature.
Girò numerosissimi film, sia cortometraggi che mediometraggi, adattando dei racconti o dei romanzi (è il caso de I miserabili o di Germinal, ambedue film del 1913).  Nel 1914, l'inizio della prima guerra mondiale bloccò le produzioni Pathé. Capellani venne mandato negli Stati Uniti dove lavorò anche per la Cosmopolitan Productions di William Randolph Hearst per la quale, nel 1922, diresse, insieme a Robert G. Vignola, il suo ultimo film, La giovane Diana, che aveva come protagonista la diva Marion Davies.
L'anno seguente, nel 1923, il regista fece ritorno in Francia.
Capellani morì a Parigi nel 1931 dopo esser stato colpito dalla paralisi.

## Filmografia

### Regista
- Peau d'Âne, co-regia Vincent Lorant-Heilbronn – cortometraggio (1904)
- Le Chemineau – cortometraggio (1905)
- L'Âge du cœur – cortometraggio (1906)
- La Voix de la conscience – cortometraggio (1906)
- La legge del perdono (La Loi du pardon) – cortometraggio (1906)
- Dramma passionale (Drame passionnel) – cortometraggio (1906)
- Mortelle Idylle – cortometraggio (1906)
- La Fille du sonneur – cortometraggio (1906)
- Pauvre Mère – cortometraggio (1906)
- La moglie del lottatore (La Femme du lutteur) – cortometraggio (1906)
- Aladin ou la Lampe merveilleuse – cortometraggio (1906)
- Sganarelle – cortometraggio (1907)
- Les Deux Sœurs – cortometraggio (1907)
- La Fille du bûcheron – cortometraggio (1907)
- Cendrillon ou La Pantoufle merveilleuse (Cendrillon) – cortometraggio (1907)
- Les Apprentissages de Boireau, co-regia di Georges Monca – cortometraggio (1907)
- La légende de Polichinelle, co-regia di Lucien Nonguet – cortometraggio (1907)
- Amour d'esclave – cortometraggio (1907)
- Not' fanfare concourt – cortometraggio (1907)
- Le Pied de mouton – cortometraggio (1907)
- Tarquin le Superbe – cortometraggio (1908)
- Salomé – cortometraggio (1908)
- Riquet à la houppe – cortometraggio (1908)
- Le Trouvère – cortometraggio (1908)
- La Dernière Charrette – cortometraggio (1908)
- Guillaume Tell – cortometraggio (1908)
- La Vestale – cortometraggio (1908)
- La Belle au bois dormant, co-regia di Lucien Nonguet – cortometraggio (1908)
- Don Juan – cortometraggio (1908)
- Sansone (Samson), co-regia di Henri Andréani e Ferdinand Zecca – cortometraggio (1908)
- Le Corso tragique (Les Trois Masques) – cortometraggio (1908)
- Béatrice Cenci (Béatrix Cenci) – cortometraggio (1908)
- L'Arlésienne – cortometraggio (1908)
- L'Homme aux gants blancs – cortometraggio (1908)
- Benvenuto Cellini, co-regia Camille de Morlhon – cortometraggio (1908)
- La Belle et la Bête – cortometraggio (1908)
- Le Chat botté – cortometraggio (1908)
- Peau d'Âne – cortometraggio (1908)
- Maria Stuarda (Marie Stuart) – cortometraggio (1908)
- Giovanna d'Arco (Jeanne d'Arc) – cortometraggio (1909)
- Tarakanowa et Catherine II – cortometraggio (1909)
- La Rançon du roi – cortometraggio  (1909)
- La Peau de chagrin – cortometraggio  (1909)
- La Fin de Lincoln (La Mort de Lincoln) – cortometraggio (1909)
- Lucrèce Borgia – cortometraggio (1909)
- Boireau - Le Foulard merveilleux (Le Foulard merveilleux) – cortometraggio (1909)
- Fleur de pavé – cortometraggio (1909)
- Le Roi s'amuse – cortometraggio (1909)
- L'Assommoir – cortometraggio (1909)
- La Mort du duc d'Enghien en 1804 – cortometraggio (1909)
- Le Luthier de Crémone – cortometraggio  (1909)
- La Tour de Nesle – cortometraggio (1909)
- La zingara – cortometraggio (1910)
- Le Voile du bonheur – cortometraggio (1910)
- Victime de l'amour (La Victime de Sophie) – cortometraggio (1910)
- Le Portrait (La Vengeance de la morte) – cortometraggio (1910)
- L'Autre (Un drame en wagon) – cortometraggio (1910)
- Trahis (1910)
- Le Spoliateur (1910)
- Sous la terreur (1910)
- Péché de jeunesse (Le Roman d'un jour) (1910)
- Quentin Durward (1910)
- Le Monstre (La Puissance du souvenir) (1910)
- Prix de vertu (1910)
- L'Honneur (Pour l'honneur) (1910)
- Paganini (1910)
- L'Institutrice (L'Intrigante) (1910)
- La Mauvaise Intention (L'Image) (1910)
- Hernani (1910)
- La Haine (1910)
- Franchesca da Rimini (1910)
- Fra Diavolo (1910)
- La Mariée du château maudit (La Fiancée du château maudit) (1910)
- Fâcheuse Méprise (1910)
- Août 1792 (L'Évadé des Tuileries) (1910)
- Les Deux Orphelines (1910)
- Le Complice (1910)
- La Bouteille de lait (1910)
- Athalie (1910)
- Le Visiteur (1911)
- Frère Benoît (La Vision de Frère Benoît) (1911)
- La Vagabonde (1911)
- Un monsieur qui a un tic (1911)
- Un clair de lune sous Richelieu (1911)
- Tristan et Yseut (1911)
- Les Six Petits Tambours (1911)
- Robert Bruce, épisode des guerres de l'indépendance écossaise (1911)
- Rigadin comédien (1911)
- Le Rideau noir (1911)
- La Poupée brisée (La Poupée de l'orpheline) (1911)
- Le Sacrifice (Par respect de l'enfant) (1911)
- Il pane degli uccellini (Le Pain des petits oiseaux) (1911)
- L'Oiseau s'envole (1911)
- Nostra Signora di Parigi (Notre-Dame de Paris) (1911)
- Le Nabot (1911)
- Les Mystères de Paris (1911)
- La Momie (1911)
- Les Émotions de Jacintha (Jacintha la cabaretière) (1911)
- Gribouille a volé la Joconde (1911)
- Le Coucher d'une étoile (L'Épouvante) (1911)
- Le Vol (L'Envieuse) (1911)
- Deux jeunes filles se ressemblent (Deux filles d'Espagne) (1911)
- Deux Collègues (1911)
- La Danseuse de Siva (1911)
- Cyrano et d'Assoucy (1911)
- L'Attaque de la malle-poste (Le Courrier de Lyon) (1911)
- Les Aventures de Cyrano de Bergerac (1911)
- Les Deux Sœurs (1911)
- La Mort du duc d'Enghien (1912)
- Marion de Lorme (1912)
- Manon Lescaut (1912)
- Madame Tallien (1912)
- Josette (1912)
- Les Étapes de l'amour (1912)
- Le Chevalier de Maison-Rouge (1912)
- Anna Karénine (1912)
- La Bohème (1912)
- 9 Thermidor an II (La Fin de Robespierre) (1912)
- Un tragico amore di Monna Lisa, la Gioconda (Le Tragique Amour de Mona Lisa) (1912)
- Le Congrès des balayeurs (1912)
- Un amour de la du Barry (1912)
- Le Signalement (1912)
- Le Rêve interdit (1913)
- La Maison du baigneur (1913)
- La Glu (1913)
- Germinal (1913)
- Les Misérables - Parte 1 : Jean Valjean, parte 2 : Fantine,  parte 3 : Cosette, parte 4: Cosette et Marius (1913)
- L'Absent (Afwezige, De) (1913)
- Le Nabab (1913)
- Le Chevalier de Maison-Rouge
- L'amore non muore (Éternel Amour) (1914)
- La Maison du baigneur
- Il figlio della bella Lionese (La Belle Limonadière)  (1914)
- Patrie (1914)
- Les Deux Gosses (1914)
- Le Modèle (1914)
- The Face in the Moonlight (1915)
- The Impostor (1915)
- The Flash of an Emerald  (1915)
- Camille (1915)
- The Feast of Life (1916)
- La bohème (La vie de bohème) (1916)
- The Dark Silence (1916)
- The Foolish Virgin (1916)
- The Common Law (1916)
- Les deux gosses
- The Easiest Way (1917)
- Marie Tudor (1917)
- American Maid (1917)
- Daybreak (1918)
- Social Hypocrites (1918)
- The Richest Girl (1918)
- The House of Mirth (1918)
- L'occidente (Eye for Eye), co-regia di Alla Nazimova (1918)
- Out of the Fog (1919)
- La lanterna rossa (The Red Lantern) (1919)
- Cuor di vent'anni (Oh Boy!) (1919)
- The Virtuos Model (1919)
- The Fortune Teller (1921)
- The Inside of the Cup (1921)
- The Wild Goose (1921)
- Quatre-vingt-treize (93), co-regia di André Antoine e Léonard Antoine (1920)
- Sisters (1922)
- La giovane Diana (The Young Diana), co-regia di Robert G. Vignola (1922)

### Sceneggiatore
- La Légende de Polichinelle, regia di Albert Capellani e Lucien Nonguet (1907)
- L'Arlésienne, regia di Albert Capellani (1908)
- L'Homme aux gants blancs, regia di Albert Capellani (1908)
- Patrie, regia di Albert Capellani (1914)
- Germinal (1917)
- The Easiest Way, regia di Albert Capellani (1918)
- Daybreak, regia di Albert Capellani (1918)
- Social Hypocrites, regia di Albert Capellani (1918)
- The House of Mirth, regia di Albert Capellani (1918)
- L'occidente (Eye for Eye), regia di Albert Capellani e Alla Nazimova (1918)
- Out of the Fog, regia di Albert Capellani (1919)
- Cuor di vent'anni (Oh Boy!), regia di Albert Capellani (1919)
- The Inside of the Cup, regia di Albert Capellani (1921)
- Quatre-vingt-treize, regia di Albert Capellani, André Antoine e Léonard Antoine (1921)

### Produttore
- Le Voile du bonheur, regia di Albert Capellani (1910)
- Cuor di vent'anni (Oh Boy!), regia di Albert Capellani (1919)
- The Love Cheat, regia di George Archainbaud (1919)
- The Virtuous Model, regia di Albert Capellani (1919)
- A Damsel in Distress, regia di George Archainbaud (1919)
- In Walked Mary, regia di George Archainbaud (1920)
- The Fortune Teller, regia di Albert Capellani (1920)

### Attore
- Cuor di vent'anni (Oh Boy!), regia di Albert Capellani (1919)

### Direttore della Fotografia
- L'Assommoir (1909)